# علفزار گریان
سه‌گانه: مرغزار گریان (دشت گریان) (به یونانی: Τριλογία - Το Λιβάδι που Δακρύζει) فیلمی یونانی به کارگردانی تئو آنگلوپولوس، محصول مشترک یونان، فرانسه و ایتالیا است که در سال ۲۰۰۴ ساخته شد.
فیلم‌نامه این فیلم را تئو آنگلوپولوس و تونینو گیورا نوشته‌اند.
بازیگران فیلم نیکوس پورسادینیس، واسیلیس کولووس و تولا استاتوپولویی هستند.
داستان نخستین اثر آنجلوپولوس در قالب سه گانه از سال ۱۹۱۹ و با تعدادی پناهنده یونانی آغاز می‌شود.

## شخصیت‌ها و داستان
این فیلم، نخستین بخش از یک سه‌گانه‌ی سینمایی به کارگردانی تئو آنگلوپلوس است.
شخصیت اصلی فیلم ـ النی ـ از بچه‌های بی‌خانمان یونانی‌ست که در کودکی به هم‌راه خانواده‌ی الکسی از یونان به سوی بندر ادیسه رفت. پیروزی فاشیست‌ها، حمله نازی‌ها و جنگ‌های داخلی یونان ارتش سرخ، اشغال یونان توسط نیروهای آلمان در جنگ دوم جهانی، جنگ داخلی، موافقان و مخالفان رژیم حاکم و حضور آمریکایی‌ها در جزیره اوکیناوا بر زندگی آنان تأثیر می‌گذارد. النی در نوجوانی از الکسی حامله می‌شود. مادر الکسی، خانواده‌ی بی‌فرزندی می‌یابد تا بچه‌های دوقلوی او را پنهان از هم‌سرش بزرگ کنند. النی که به جوانی می‌رسد، پدر الکسی ـکه هم‌سرش درگذشتهـ می‌خواهد با او ازدواج کند. در روز جشن، النی از مراسم می‌گریزد و هم‌راه با الکسی به شهر می‌روند. الکسی با نوازندگان دوره‌گرد هم‌کاری می‌کند تا هزینه‌اش را به دست آورد. او برای گسترش کارش، همراه یک گروه موسیقی به آمریکا می‌رود. جنگ جهانی آغاز شده‌است و برای بازگشت به یونان تنها یک راه به نظر او می‌رسد؛ پیوستن به ارتش آمریکا. او به ارتش آمریکا می‌پیوندد و در یکی از نبردها در جایی دور کشته می‌شود. پسران او هر یک به گروهی می‌پیوندند و هر دو در جنگ‌های داخلی یونان رو در روی هم می‌ایستند و کشته می‌شوند. خودش از این زندان به آن زندان و از این غربت به آن غربت می‌رود و به قول خودش تنها رنگ یونیفرم‌ها عوض می‌شود.
این فیلم یک تراژدی مدرن آمیخته شده با تئاتر اصیل یونانی‌ست.
عنصر آب در این فیلم نقش بسزایی دارد. آب نشانه‌ی پاکی و جاری بودن احساس در روستاست که در برابرش قطار قرار می‌گیرد که حیرت‌آور است. نیمی از این فیلم بر روی آب است این فیلم روی آب شروع و با مرگ پسر النی روی آب پایان می‌یابد.
همچنین در نماهایی با پارچه‌های سفیدی که بر بند رختی آویزان‌اند، تصویرهایی بدیع و سمبولیک می‌آفریند. مرغزار گریانِ آنگلو پولوس فیلمی‌ست شاعرانه و سرشار از نقاشی‌های بکر و بسیار نوآورانه.
این فیلم خوانش تازه‌ای از تراژدی یونانی‌ست و نوعی خشم را نسبت به جنگ در درون خویش جا داده‌است.
بخش دوم این سه گانه در سال ۲۰۱۱ در اروپا اکران شد.